# Капитализъм
Капитализмът (от френски: capitalisme) е икономическа система, при която средствата за производство, индустрията и търговията се контролират от частни собственици в условията на пазарна икономика. Основни характеристики на капитализма са натрупването на капитали, конкуренция на пазара на труда, конкуренция на пазара на стоките и услугите. В капиталистическата икономика участниците в пазара определят цените на активите, стоките и услугите.
Някои изследователи използват и по-широки дефиниции на понятието капитализъм, като включват в него смесени икономики, като социалното пазарно стопанство (социален капитализъм), и дори икономическата система на комунистическите режими, разглеждани като държавен капитализъм (социалистическа държава).
Някои елементи на капитализма съществуват още през Античността, а през европейското Късно Средновековие процъфтява т.нар. търговски капитализъм. Класическият капитализъм се формира в Западна Европа от XVI век, и се превръща в преобладаващата система в региона в края на XVIII век. Той постепенно се разпространява и във вътрешността на континента, а през XIX – XX век се превръща в основния двигател на индустриализацията в по-голямата част от света.

## Наименование
Наименованието „капитализъм“ произлиза от понятието „капитал“. То започва да се използва през XII – XIII век със значение на фондове, запаси от стоки, суми пари или пари, носещи лихва, като по това време за същата цел се използват и други синоними, като богатство, пари, фондове, стоки, активи, собственост и други. По-късно, в средата на XVII век се появява и понятието „капиталист“, което означава собственик на капитал. То се използва често в трудовете на Дейвид Рикардо в началото на XIX век.
Понятието „капитализъм“ е използвано за пръв път от френските социалисти Луи Блан (1850) и Пиер-Жозеф Прудон (1861). Малко по-късно Карл Маркс също го използва в своя труд „Капиталът“, макар че той говори далеч по-често за капиталистически начин на производство. През 70-те години понятието започва да се използва не само в социалистическата литература, но и в популярния печат. В началото на XX век то навлиза и в академичната литература, например в трудовете на Вернер Зомбарт и Макс Вебер, който през 1904 година издава книгата „Протестантската етика и духът на капитализма“ (Die protestantische Ethik und der Geist des Kapitalismus).

## История
В труда си „Апология на историята, или занаятът на историка“ френският историк Марк Блок отбелязва трудността да се укаже конкретното време на появата на капитализма:

„Към коя дата следва да се отнесе появата на капитализма – не капитализма от определена епоха, а капитализма като такъв, Капитализъм с главна буква? Италия от XII век? Фландрия от XIII век? Времената на Фугерите и антверпенската борса? XVIII или даже XIX век? Колкото историци – толкова рождени дати.“

За епоха на първоначално натрупване на капитала в Европа се счита времето от средата на XV век до средата на XVIII век. В този период се наблюдава ръст на търговията, като и основаването и развитието на редица обслужващи я институции (банки, застраховане, акционерни дружество, запис на заповед и др.). Владетелите в Западна Европа започват да провеждат политика на меркантилизъм, която е основана на теорията, че е необходимо да се продава зад граница повече, отколкото се купува, а разликата да се получава в злато. За получаването на най-голям доход от износа, меркантилистката теория препоръчва използването на монополи, предоставянето на които превръща владетелите и приближените им в съюзници на търговците. От XV век, в Англия започва процес на отнемане на земята на селяните (т.н. ограждане), след известно време подобни процеси протичат в Германия и други страни на Западна Европа, вследствие на което много селски жители се преселват в градовете, увеличавайки предлагането на труда в тях.
Още през XIV век в градовете на Италия възникват първите манифактури. Към XVIII век те стават разпространено явление по цяла Западна Европа. Но възникването на промишления капитализъм се случва на границата между XVIII и XIX век. Съгласно изказването на Карл Маркс „мелницата създава феодализма, а парната машина – капитализма“ (Misere de la philosophie (1847 г.). Използването на парните машини довежда до това, че работилниците и манифактурите с предимно ръчен труд се превръщат в използващи машини фабрики. Занаятчиите, първоначално владеещи техните собствени средства за производство, постепенно се превръщат в наемна класа на работници, лишени от собственост върху средствата за производство – пролетариат. Собствениците на фабрики и банкерите се превръщат в капиталисти и формират новата управляваща класа, изтласкала старата земевладелска аристокрация. Индустриалната революция е придружена от рязко увеличаване на производителността, бърза урбанизация, началото на бърз икономически растеж (такъв растеж, като правило, е наблюдаван дотогава в рамките на столетие), исторически бързото нарастване на жизнения стандарт на населението. Индустриалната революция позволява в рамките едва на 3 – 5 поколения да се премине от земеделското общество (където по-голямата част от населението води натурално домакинство) към съвременната градска цивилизация.
Бързата урбанизация и ръстът в броя на наемните работници изострят социалните проблеми. В протежение на XIX – началото на XX век, жилищните условия на голяма част от градското население не отговарят на елементарни санитарно-хигиенни изисквания. Внедряването на машини позволява да се използват нискоквалифицирани работници с малък срок на обучение и непритежаващи голяма физическа сила. В промишлеността започва масово да се използва женски и детски труд.
Във Франция, Великобритания и други страни още в края на XVIII век се появява стремеж на работниците към образуване на профсъюзи.
На тези обединения противодейства законодателството, забраняващо всякакъв род съединения и съюзи на работниците за преследване на общите им интереси под страх от углавно наказание. Съюзите на работниците започват да се организират тайно. В края на XVIII и през първата половина на XIX век недоволството на работниците от тяхното положение довежда до многочислени стачки и безпорядък, съпровождан от грабежи и разрушение. В същото време, работниците считат за причина на своето обедняване машините и фабриките и се обръщат против тях. Към такъв род вълнения се отнасят например движението на лудитите във Великобритания, бунтовете във Франция от 30-те и 40-те години, вълненията в Силезия през 1844 г. и др.
За първото организирано работническо движение може да се счита чартизма във Великобритания от 1837 – 1848 г. Чартистите искат предоставяне на работниците на избирателни права. В класовата борба на работниците се появяват два течения – икономическо и политическо. От една страна, работниците се обединяват в профсъюзи и устройват стачки за повишаване на работните заплати и подобряване на условията на труд, а от друга, осъзнавайки се като отделна социална класа, те се стремят да влияят на хода на политическия живот в страните си за приемането на законодателство, защитаващо правата им, и провеждането на социални реформи. При това, сред работниците започват да се разпространяват социалистически и комунистически, както и анархистки идеи. Най-радикалните поддръжници на тези идеи призовават към социална революция. Първата голяма революционна проява на работническата класа е Юнското въстание от 1848 г. в Париж. Във втората половина на XIX век започват да възникват социалдемократическите партии, които отстояват интересите на работниците.
Социалните протести и стремежът да се намали политическата нестабилност заставят политиците да излязат в подкрепа на разработването на социални програми, държавно регулиране на отношенията между наемните работници и наемателите на труда им. Постепенно законодателните забрани за работническите организации са отменени. В края на XIX и началото на XX век в страните от Западна Европа са въведени държавното социално осигуряване в случай на нетрудоспособност, здравното осигуряване, помощите за безработни, пенсиите по старост. Така възникват основите на социалната държава.
Характерен елемент на развиващия се капитализъм е колониализмът. През XVIII – XIX век Великобритания създава колониална империя, която става пазар за нейната промишленост. През XIX век бързата индустриализация довежда до ръст на търговията между европейските държави, техните колонии и САЩ. В този период търговията с развиващите се страни често има неравнопоставен характер.
Първата световна война изостря социалните противоречия в капиталистическите страни и довежда до Октомврийската революция в Русия, в резултат на която средствата за производство са национализирани.
В развитите капиталистически страни след Първата световна война работническата класа се сдобива с въвеждането на всеобщо избирателно право, 8-часов работен ден, признаване на практиката на колективни трудови договори, приемането на по-прогресивно социално законодателство.
Сериозен удар по световната капиталистическа система нанася световната икономическа криза в края на 1920-те и началото на 1930-те години. Възниква спешна нужда от мерки за държавно регулиране и социална защита, въведени в САЩ от правителството на Франклин Делано Рузвелт в рамките на „Новия курс“. В Англия значимо събитие в политическо-правния живот е докладът на Уилям Бевъридж в парламента (1942 г.), в който се говори за принципите на държава на всеобщото благосъстояние. Терминът е употребен като синоним на понятието „социална държава“. Започва да се говори за „модела на социална защита“ на Бевъридж. Правителството на лейбъристите реализира този модел във Великобритания, формирайки от 1945 г. система за социална защита, включваща предоставяне на държавна гаранция за населението, установяване на задължение за работодателя да осигури социална осигуряване за наемните работници с тяхното частично участие, както и задължение на работниците за допълнително лично осигуряване. Обезпечават се основни условия за живот – държавно (безплатно) здравеопазване, равни възможности за семействата във възпитанието на децата (учебни пособия), предотвратяване на масова безработица.
Втората световна война води до влизането в социалистическия лагер на още редица страни. В световната икономика глобализацията ускорява темповете си. Това създава условия за привличане в световната икономика на по-слабо развитите страни, осигурява икономия на ресурси, стимулира световния прогрес, но има и някои негативни последствия.
През 1940-те и 1950-те години в най-развитите страни настъпва периода на научно-техническата революция, в резултат на която произтича трансформацията на индустриалното общество в постиндустриално. Изменя се структурата на трудовите ресурси: намалява се дела на физическия и нараства дела на умствения висококвалифициран и творчески труд. Частта на сферата на услугите в БВП започва да преобладава над промишлеността.
Краят на 1970-те и началото на 1980-те години са белязани с криза на идеите за социална държава във Великобритания и САЩ, където преобладават съответно тачъризма и рейгъномиката.
В края на 1980-те и началото на 1990-те години перестройката в СССР и революциите от 1989 г. в Централна Европа довеждат до приватизация на средствата за производство в съответните страни и завръщането им към капиталистическата система. Монголия, Виетнам и Лаос също започват да се развиват по капиталистически път през 80-те години на XX век.

## Видове капитализъм
Има много съществуващи варианти на капитализма. Те се различават по страна и регион, по състава на институциите им и икономическите им политики. Общата черта на всички тези форми на капитализма е, че се основават върху производство за печалба, пазарно-ориентирано или смесено разпределение на ресурсите, и че са структурирани върху натрупването на капитали. Доминиращите форми на капитализъм са изброени по-долу:

### Меркантилизъм
Меркантилизмът е националистическата форма на ранния капитализъм, която се появява приблизително в края на XVI век. Тя се характеризира с преплитането на националните икономически интереси с интересите на държавата и империализма, и впоследствие държавния апарат се използва за да благоприятства националните икономически бизнес интереси зад граница. Пример за това са колонистите, живеещи в Америка, на които е позволено да търгуват и купуват стоки само от съответните им метрополии (Великобритания, Франция и др.). Меркантилизмът твърди, че богатството на една нация се увеличава посредством положителния баланс от търговията с други народи, и е фазата в капиталистическото развитие, наречена първоначално натрупване на капитал.

### Капитализъм на свободния пазар
Капитализмът на свободния пазар е икономическа система, в която цените на стоките и услугите се определят свободно от силите на търсенето и предлагането и са оставени да достигнат точката си на равновесие, без намесата на правителството. Тя обикновено предполага подкрепа за силно конкурентните пазари и частната собственост на производствените предприятия. Лесе-фер е по-широката форма на свободния пазарен капитализъм, в която ролята на държавата е ограничена до защита на правата на собственост.

### Социална пазарна икономика
Социално-пазарната икономика формално е свободна пазарна система, в която правителствената намеса в ценообразуването е сведена до минимум, но държавата осигурява важни услуги в областта на социалното осигуряване, обезщетения при безработица и признаване на трудовите права чрез национални колективни договори. Този модел е известен в западно- и североевропейските страни, макар и в малко по-различни конфигурации. В този икономически модел, по-голямата част от предприятията са частна собственост.

### Държавен капитализъм
Държавният капитализъм се състои от държавна собственост върху средствата за производство в държавата. Дебатът между привържениците на частен срещу държавен капитализъм е центриран около въпросите на управленската и производствената ефективност, както и справедливото разпределение на богатството.
Според Алдо Мусачио, професор в Харвардската бизнес школа, това е система, в която правителствата, независимо дали са демократични или автократични, упражняват голямо влияние върху икономиката, или чрез директната си собственост или чрез различни дотации. Мусачио подчертава също така разликата между съвременния държавен капитализъм и неговите предшественици. Според него са отминали дните, когато правителствата са назначавали бюрократи да управляват компаниите. Най-големите държавни предприятия се търгуват на публичните пазари и се поддържат в добро състояние от големи институционални инвеститори.

### Корпоративен капитализъм
Корпоративният капитализъм е свободна или смесена пазарна икономика, характеризираща се с доминирането на йерархични, бюрократични корпорации, които са законово задължени да преследват печалба. Държавно-монополният капитализъм първоначално е марксистка концепция, отнасяща се до формата на корпоративен капитализъм, в която държавната политика се използва за облагодетелстване и насърчаване на интересите на господстващи или новоосновани предприятия, като ги защитава от конкурентния натиск или като им предоставя субсидии.

### Смесена икономика
Смесената икономика е до голяма степен пазарна икономика, състояща се от и частна, и от публична собственост върху средствата за производство и икономически интервенционализъм чрез макроикономически политики, предназначени да коригират пазарните фалити, да намаляват нивото на безработица и да поддържат ниска инфлацията. Степента на намеса на пазарите варира между различни страни. Някои смесени икономики, като Франция при дирижизма, също така включват степен на непряко икономическо планиране.

### Други
Други варианти на капитализма са:
- Анархо-капитализъм
- Приятелски капитализъм
- Финансов капитализъм
- Бюджетен капитализъм
- Късен капитализъм
- Пазарна икономика
- Неокапитализъм
- Посткапитализъм
- Технокапитализъм

## Критики
Самото понятие „капитализъм“ възниква в социалистическите среди, подлагащи на критика икономическата система в Западна Европа в средата на XIX век. Капитализмът е критикуван от различни представители на разнородни течения – социалисти, анархисти, комунисти, националсоциалисти, социалдемократи, фашисти, християндемократи, антиглобалисти.
Критиците на капитализма го свързват с различни негативни социални явления, като несправедливо разпределение на богатството и властта, тенденция към образуване на монополи и олигополи, олигархично държавно управление, империализъм, различни форми на стопанска и културна експлоатация, потискане на работниците и профсъюзите, алиенация, икономическо неравенство, безработица, стопанска нестабилност, нерационално използване на природните ресурси.
Много социалисти смятат капитализма за ирационален, тъй като производството и управлението на икономиката не са предварително планирани, което създава вътрешни дисбаланси в стопанската система. Крайните социалисти, като марксистите, се застъпват за насилствено премахване на капитализма чрез революция и установяване на алтернативна система – комунизъм. Практическите опити за осъществяване на тази идея довеждат до икономическа система с много сходства с капитализма, определяна понякога като държавен капитализъм. По-умерените критици на капитализма, като социалдемократи или християндемократи, се стремят към реформирането му чрез различни политически мерки, като регулиране на пазарите или частична национализация, които довеждат до възникването на т.нар. смесени икономики.
Капитализмът е критикуван и въз основа на религиозни съображения. Традиционните авраамически религии – юдаизъм, християнство и ислям – изрично забраняват заемането на пари срещу лихва, което е един от основните елементи на капитализма. Някои християнски автори критикуват капитализма за неговите материалистични аспекти.
Контрааргументът на критиките за изчерпването на ограничените природни ресурси се състои от икономическия закон за намаляващата възвръщаемост, алтернативната цена, както и недостига в икономиката – движещи фактори на ценообразуването и предлагането. Тези принципи означават, че колкото повече някой има от даден продукт, толкова по-малко той е готов да плати за една допълнителна единица от същия продукт, способността на човек да консумира е ограничена от фактори, които причиняват даването на приоритети в производството и потреблението; а с увеличаването на недостига на една стока, толкова по-високи стават цените за нея. Саморегулиращият се характер на пазара е това, което известният икономист и философ Адам Смит нарича Невидимата ръка.
Друго
След Първата световна война, с последвалите я революции, в отличие от либералния капитализъм на запада и болшевишкия комунизъм на изтока се оформя технократският и корпоративен фашизъм, който „примирява“ хищническата природа на необуздания капитализъм със зверските страсти на ленинизма (според Уинстън Чърчил) по одържавяването и национализацията на цялата гражданска собственост в бившата Руска империя.